# Eduard Spranger

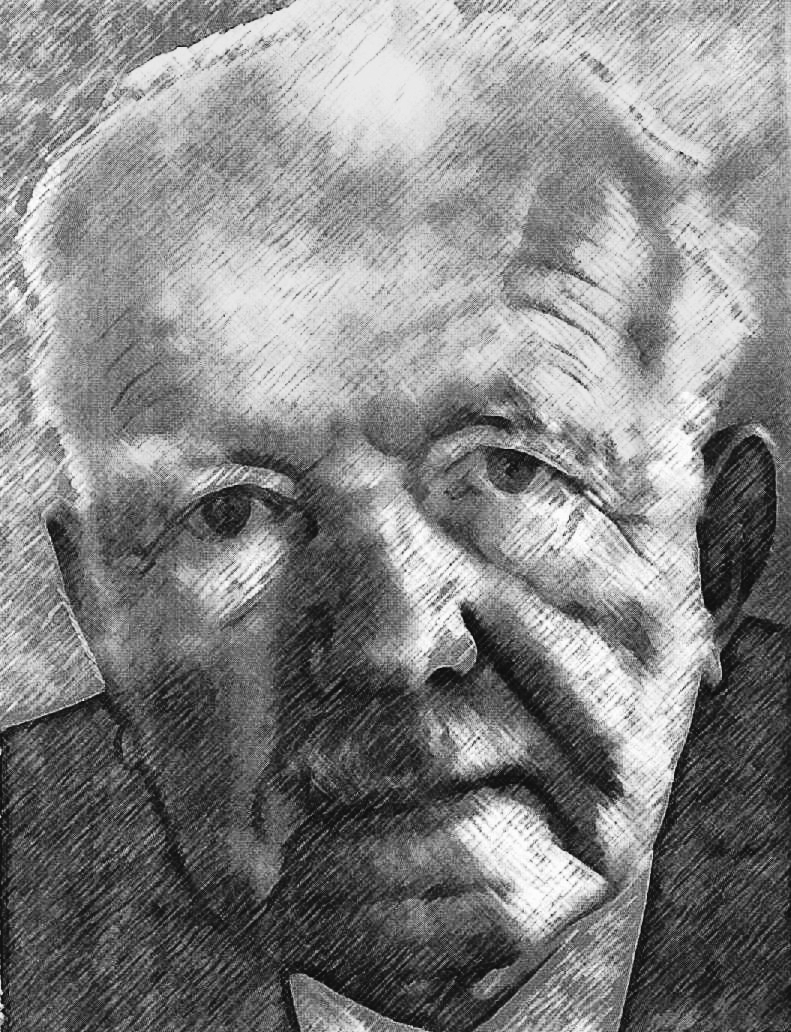
Eduard Spranger

Eduard Spranger (* 27. Juni 1882 als Franz Ernst Eduard Schönenbeck in Lichterfelde, Berlin; † 17. September 1963 in Tübingen) war ein deutscher Philosoph, Pädagoge und Psychologe, der zu den modernen Klassikern der Pädagogik gezählt wird. Er war maßgeblich beteiligt an der Etablierung der Pädagogik als selbständiger akademischer Disziplin und beeinflusste nach beiden Weltkriegen die Lehrerausbildung in Deutschland. Er gilt außerdem als einer der profiliertesten Vertreter der geisteswissenschaftlichen Pädagogik und hat die pädagogische Diskussion in der ersten Hälfte des 20. Jahrhunderts nachhaltig geprägt. Für seine wissenschaftlichen Leistungen erhielt Spranger zahlreiche Ehrungen. Spranger setzte sich für das humanistische Gymnasium ein und prägte den Begriff Dritter Humanismus. Das Ziel der Bildung sei die innere Formung des Menschen.

## Leben und Wirken

### Herkunft und Ausbildung
Spranger wurde als einziger Sohn des Berliner Spielwarengeschäftsinhabers Carl Franz Adalbert Spranger (1839–1922) und dessen späterer Ehefrau Henriette Bertha Schönenbeck (1847–1909), Verkäuferin in diesem Geschäft, vorehelich geboren. Sprangers Eltern heirateten 1884, Franz Spranger bekannte sich urkundlich als leiblicher Vater, und Eduard durfte den Familiennamen „Spranger“ führen.
Vom sechsten Lebensjahr an besuchte Spranger zunächst die dreijährige Vorschule für das Dorotheenstädtische Realgymnasium in Berlin. Aufgrund überragender Leistungen und durch die Unterstützung eines seiner Lehrer wechselte er als Zwölfjähriger auf das renommierte Gymnasium „Zum Grauen Kloster“ und verließ es Ostern 1900 mit sehr gutem Abitur.

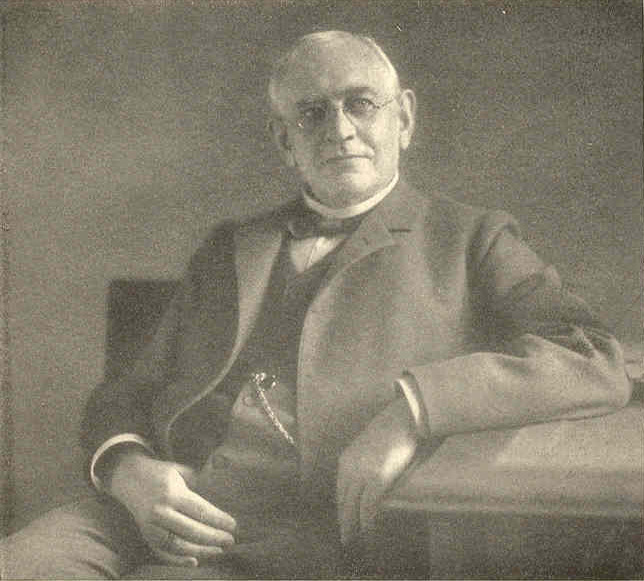
Friedrich Paulsen, Sprangers Doktorvater

Spranger erwog ein Musikstudium, entschied sich jedoch für ein Studium an der Friedrich-Wilhelms-Universität Berlin im Hauptfach Philosophie und in den Nebenfächern Psychologie, Pädagogik, Geschichte, Nationalökonomie, Jura, Theologie, Germanistik und Musiktheorie. Seine Lehrer waren Friedrich Paulsen, Wilhelm Dilthey, Erich Schmidt sowie Otto Hintze. Ein erster Promotionsversuch des erst 19-Jährigen bei Dilthey zum von diesem vorgeschlagenen Thema „Die Entwicklungsgeschichte Friedrich Heinrich Jacobis“ scheiterte. Mit einer Arbeit zum selbstgewählten Thema „Die erkenntnistheoretischen und psychologischen Grundlagen der Geschichtswissenschaft“ wurde Spranger 1905 bei Friedrich Paulsen und Carl Stumpf dann doch promoviert.
In dieser Zeit begegnete Spranger Catharina „Käthe“ Hadlich und blieb mit ihr lebenslang in intensiver Brieffreundschaft verbunden.

### Höhere Töchterschulen
Nach der Promotion, während seiner Suche nach einem Habilitationsthema, wurde Spranger zeitweilig Lehrer an der privaten Höheren Mädchenschule „St. Georg“ in Berlin, die er 1908 wieder verließ. Er begann als Lehrer an einer von Willy Böhm geleiteten privaten Höheren Töchterschule mit angeschlossenem Lehrerinnenseminar zu arbeiten. Im selben Jahr erkrankte seine Mutter an Tuberkulose, der sie nach einem Jahr Leidenszeit erlag. Der Tod der geliebten Mutter, die er ausdauernd gepflegt hatte, erschütterte Spranger tief.

„Ich erteilte fünf Jahre lang an damals sog. höheren Töchterschulen einige Stunden deutschen Unterricht. Als einziges Kind sehr einsam aufgewachsen, lernte ich nun erst eine Gestalt des Menschentums kennen, die den anderen in den eigenen Schwestern früh begegnet. Das Ewig-Weibliche in seiner reifsten wie in seiner noch naiven Ausprägung hat mich innerlich tief gefördert, und obwohl ich damals meine über alles geliebte Mutter verlor, zögere ich nicht zu sagen: diese Zeit in der Schule ist eigentlich meine glücklichste Zeit gewesen.“

### Hochschullehrer

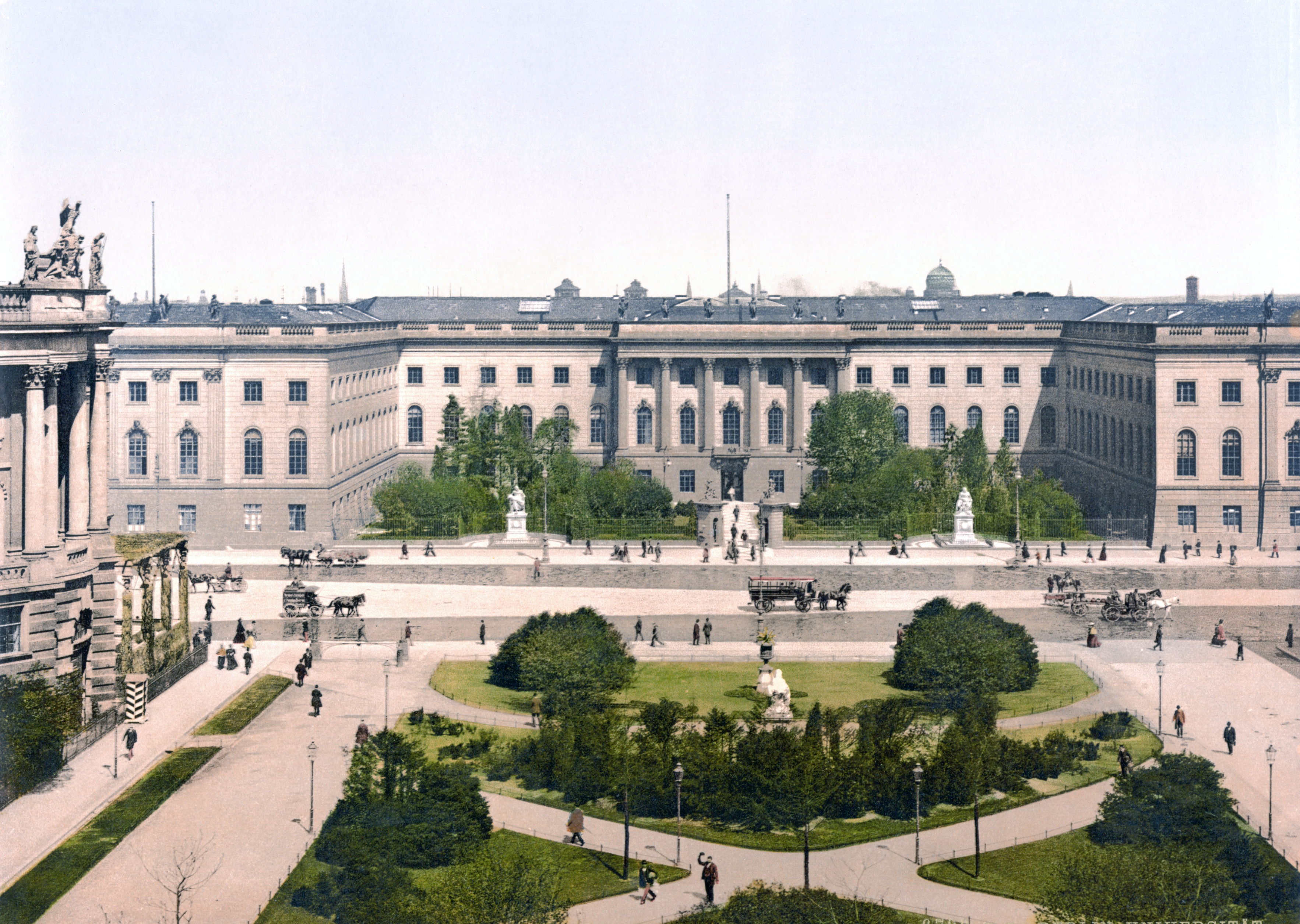
Friedrich-Wilhelms-Universität in Berlin um 1900

Im Jahr 1909 habilitierte sich Spranger an der Berliner Universität. Seine Habilitationsschrift trug den Titel Wilhelm von Humboldt und die Humanitätsidee. Er hielt 1909 seine Antrittsvorlesung und lehrte als Privatdozent an der Universität in Berlin, bis er an die Universität Leipzig berufen wurde. Dort erhielt er 1911 eine außerordentliche Professur für Philosophie und Pädagogik, auf die bereits im August 1912 die ordentliche Professur folgte.
Spranger wurde im Jahr 1912 in das Kuratorium der Leipziger Hochschule für Frauen gewählt, an der junge Frauen auf akademischem Niveau zu Kindergärtnerinnen, Fürsorgerinnen und Krankenpflegerinnen ausgebildet wurden. Er verließ das Kuratorium jedoch schon 1915 nach heftigen Auseinandersetzungen mit der betagten Leiterin Henriette Goldschmidt über die Art und Weise der Führung der Hochschule. Aus Solidarität exmatrikulierten sich sieben seiner Studentinnen, denen er fortan Privatunterricht gab.
An der Universität Leipzig hielt Spranger bis zum Sommersemester 1914 Vorlesungen. Nach Beginn des Ersten Weltkriegs wurde er als unausgebildeter Landsturmangehöriger einberufen, jedoch nie eingezogen. Einerseits fühlte er die Pflicht, wie seine Altersgenossen an der Waffe dienen zu müssen, war sich zugleich aber im Klaren darüber, dass er nicht über die nötigen psychischen und physischen Voraussetzungen dafür verfügte. Die psychische Belastung und starke Überarbeitung ließen Spranger 1916 schwer erkranken, sodass er sich ein Jahr von der Universität beurlauben ließ. Er litt an starker Abmagerung und Rippenfellentzündung und stand unter Tuberkuloseverdacht. Nach seiner Genesung wurde Spranger 1917 zum Berater des Preußischen Kultusministeriums bestellt. Ein Jahr später erfolgte seine Wahl in den Vorstand der Gesellschaft für deutsche Schul- und Erziehungsgeschichte.
1919 folgte Spranger einem Ruf an die Universität Berlin, nachdem er zuvor Rufe an die Universitäten Hamburg und Wien abgelehnt hatte. 1922 starb Sprangers Vater im Alter von 83 Jahren an Magenkrebs. Das Vater-Sohn-Verhältnis war lebenslang von Spannungen geprägt. Ein Jahr später wurde Spranger zum Dekan der Philosophischen und Naturwissenschaftlichen Fakultät der Universität Berlin ernannt. In der folgenden Zeit veröffentlichte Spranger rasch hintereinander seine beiden Hauptwerke Lebensformen (1914) und Psychologie des Jugendalters (1924). Er erlangte erheblichen Einfluss auf die preußische und deutsche Schulpolitik, insbesondere in der Lehrerbildung. Die von ihm 1925 mitbegründete Zeitschrift Die Erziehung bestimmte zwischen 1925 und 1943 wesentlich die pädagogische Diskussion in Deutschland: Spranger wollte die höhere Lehrerbildung an der Universität begrenzen auf pädagogische Philosophie und fachwissenschaftliche Ausbildung, die praktische Schulpädagogik und empirische-experimentelle Anteile jedoch an anderen Institutionen stattfinden lassen, da die Universität nach seiner Vorstellung ein Ort der im persönlichen Kontakt realisierten Gelehrtenausbildung und kein Massenbetrieb sein sollte. 1925 folgte die Aufnahme in die Preußische Akademie der Wissenschaften. Spranger hielt seine sehr populären Vorlesungen vor bis zu 1300 Studenten (1929), bei einer Gesamtzahl von etwa 14.000 immatrikulierten Studenten. Als begehrter und geachteter Redner zu öffentlichen Anlässen sprach er unter anderem 1930 auf der Reichsgründungsfeier an der Berliner Universität über Wohlfahrtsethik und Opferethik und 1932 auf Wunsch des Reichskanzlers Brüning im Rundfunk über Deutsche Not, deutsche Hoffnung. 1934 heiratete Eduard Spranger Susanne Conrad, die er 1913 in Berlin kennengelernt hatte.

### Spranger und die Frauen
Spranger dachte in Geschlechterpolaritäten. Die Frau steht nach seiner Auffassung für das Gefühl, für ganzheitliches Empfinden, für das Leben, und sei eine heilsame Ergänzung des Mannes. Mit der Kulturverantwortung der Frau sei es anders bestellt als mit der des Mannes. Zeitgenössische Frauen schätzten Spranger dafür, dass er sie nicht auf die Familientätigkeit reduzierte, sondern ihnen immerhin ausgewählte Kulturbereiche als Betätigungsfeld zusprach. Er fühlte sich dazu berufen, Frauen zu ihrem höheren, „wahren“ Selbst emporzuführen. Hintergrund war ein Gedanke, den er von seinem Vorbild Wilhelm von Humboldt übernommen hatte: das Modell einer idealen Ergänzung der Geschlechter.
Das Frauenstudium lehnte Spranger zunächst ab. So schrieb er 1908 an Käthe Hadlich: „Liebe Freundin, das Frauenstudium ist ein großer Unsinn; sie leisten alle nichts.“ Wenige Jahre später äußerte er sich beeindruckt über die intellektuellen Leistungen einzelner Frauen, klagte aber auch gereizt über mangelnden Ernst seiner Schülerinnen und Studentinnen. 1915 schrieb er in einem Brief an Käthe Hadlich, seine Kollegs hießen uniintern nur „Strickschule“, und es sei „ein Elend, dass die Frauenspersonen jetzt alle das Studierfieber gekriegt haben“. Zum Jahreswechsel 1915/1916 schrieb er eine Broschüre mit dem Titel Die Idee einer Hochschule für Frauen und die Frauenbewegung, die unter anderen von Gertrud Bäumer begeistert aufgenommen wurde.
Sprangers wichtigste Ratgeber waren immer Frauen, zunächst seine Mutter, später vor allem seine Ehefrau und Käthe Hadlich. In Käthe Hadlich hatte Spranger über die Dauer von 60 Jahren eine Vertraute, die mit ihrem Verständnis und ihren Reaktionen seinem Streben nach männlicher Selbstverwirklichung als Gelehrter wesentliche Anregungen gab. Eine ergebene Schülerin Sprangers war die Pädagogin Mathilde Mayer, die er promovierte.

### Zeit des Nationalsozialismus
Stahlhelm
Aufgewachsen in der nationalkonservativen Tradition der preußischen Tugenden, begegnete Spranger der Weimarer Republik mit Skepsis. Politisch stand Spranger der Deutschnationalen Volkspartei nahe. Noch 1933 trat er dem republikfeindlichen Kampfbund Stahlhelm bei, der im gleichen Jahr in die SA integriert wurde. Er nahm an Treffen der Hochschulgruppe dieses Kampfbundes sowie an Appellen in Uniform teil und war für eine „kulturell-leitende Funktion“ vorgesehen. Ab 1933 nahm er außerdem regelmäßig an Veranstaltungen der Deutschen Gesellschaft für Wehrpolitik und Wehrwissenschaft teil.
Eduard Spranger entwarf und unterschrieb als eines von mehreren Vorstandsmitgliedern des Verbandes der deutschen Hochschulen am 22. April 1933 die sogenannte „Würzburger Erklärung“, die die quasi offizielle Haltung der Hochschulen zum Nationalsozialismus formulieren sollte. In ambivalenter Weise äußerte sich diese Erklärung zwar generell positiv zur nationalsozialistischen Revolution des Staates und zur Politisierung der Universität. Andererseits wurde jedoch eine solche Politisierung der Universität abgelehnt, die eine „Verengung auf Sonderanschauungen“ bedeute, und es wurde ausdrücklich die „Selbstverwaltung durch Rektor, Senat und Fakultäten“ sowie die „Selbstergänzung des Lehrkörpers“ verteidigt.

„Die Wiedergeburt des deutschen Volkes und der Aufstieg des neuen Deutschen Reiches bedeutet für die Hochschulen unseres Vaterlandes Erfüllung ihrer Sehnsucht und Bestätigung ihrer stets glühend empfundenen Hoffnungen. […] Nach dem Fortfall unseliger Klassengegensätze ist für die Hochschulen wieder die Stunde gekommen, ihren Geist aus der tiefen Einheit der deutschen Volksseele zu entfalten und das vielgestaltige Ringen dieser durch Not und fremdes Diktat unterdrückten Seele bewußt auf die Aufgaben der Gegenwart hinzulenken. […] Aus den inneren Kräften unserer Volksverbundenheit heraus werden wir um unseres Volkes und Reiches willen den Kampf aufnehmen nicht nur gegen Bedrückung von außen, sondern auch gegen die Schädigung des Volkes durch Lügen, Gewissensdruck und ungeistige Art.“

Der letzte Satz dieser Erklärung wurde vom Regime als Angriff verstanden. Daraufhin rückte die Verbandsführung von Spranger ab und deklarierte die Erklärung zu einer privaten Meinungsäußerung Sprangers.
Im März des gleichen Jahres erklärte Spranger unter Berufung auf eine Platonische Form der Pädagogik, dass der „positive Kern der nationalsozialistischen Bewegung“ darin zu erblicken sei, dass der „Sinn für den Adel des Blutes und für Gemeinsamkeit des Blutes“ betont und „bodenständige Heimattreue“ sowie die „Sorge für einen leiblich und sittlich hochwertigen Nachwuchs“ gefordert werde. Noch Ende 1932 hatte sich Spranger in Briefen an seine Freundin Käthe Hadlich kritisch über den Nationalsozialismus geäußert: „Es ist nun höchste Zeit, meine Liebe, daß du den Nationalsozialisten valet gibst. Sie haben sich nicht nur festgefahren, sondern sind eine staatsgefährliche Gesellschaft geworden. Schade um das ursprünglich reine Wollen. Aber ganz ohne Intelligenz geht es nun einmal nicht.“
Rücktrittsgesuch 1933
An der Universität wandte sich Spranger 1933 gegen Aktionen der nationalsozialistischen Berliner Studentenschaft. Insbesondere protestierte er gegen ein antisemitisches verhetzendes Plakat des NS-Studentenbundes, die „12 Thesen wider den undeutschen Geist“, und gegen den „Spionageerlass“, in dem Studierende aufgefordert wurden, mit Denunziationen dem „Gesetz zur Wiederherstellung des Berufsbeamtentums“ zur Wirklichkeit zu verhelfen. Dies erschien ihm, wie er später schrieb, als „Entwürdigung des wissenschaftlichen Geistes, für den die Hochschule einzutreten hat“. Als kurz darauf für den NS-Pädagogen Alfred Baeumler ein neuer Lehrstuhl und ein Institut für politische Pädagogik neben dem Lehrstuhl Sprangers eingerichtet wurden, ohne dass Spranger darüber informiert worden war, empfand Spranger diese beiden Maßnahmen als „Kränkung im Amt“ und als Beginn einer „schablonisierten (alias politisierten) Universität“. Da Spranger für sich selbst in Anspruch nahm, dem „Zusammenhang zwischen Staat und Erziehung“ wissenschaftlich in Schriften und Vorlesungen erhebliche Aufmerksamkeit geschenkt zu haben, und er überzeugt war, für „deutsche Gesinnung, also für das Nationale im Sinne eines gesunden Nationalismus“ eingetreten zu sein, kam er zu dem Schluss, dass der zuständige Minister Rust seine Bestrebungen überhaupt nicht zur Kenntnis genommen habe. Für ihn war eine „Grenze“ erreicht und er reichte spontan am 25. April 1933 ein Rücktrittsgesuch ein. Dabei waren die oben erwähnten undisziplinierten und gegen die Autorität der Professoren gerichteten Aktionen der nationalsozialistischen Studenten sowie seine „innere Unmöglichkeit, sich dieser Zensur zu unterwerfen“, nach seiner Aussage das Hauptmotiv. Sprangers Rücktrittsgesuch wurde in vielen in- und ausländischen Zeitungen kommentiert. Das Ministerium erwog seine Entlassung gemäß § 4 des Gesetzes zur Wiederherstellung des Berufsbeamtentums, was mit dem Verlust der Pension verbunden gewesen wäre. Nach Intervention durch Vizekanzler von Papen wurde Spranger am 17. Mai jedoch zunächst nur beurlaubt. Spranger zog das Rücktrittsgesuch auf Anraten seiner Freunde in einem Gespräch mit Minister Rust am 9. Juni wieder zurück, nachdem er bereits zuvor seine Dienstgeschäfte wieder aufgenommen hatte.
Er behielt seinen Lehrstuhl sowie die Leitung des Pädagogischen Seminars neben dem Institut Baeumlers, unbehelligt von den Nationalsozialisten, ohne je der NSDAP beigetreten zu sein, und hielt Vorlesungen bis 1945. Zwischen 1933 und 1934 führte Spranger erfolglos Verhandlungen bezüglich einer Professur in Zürich. Später schrieb er über diese Zeit: „Mein Einfluß in der Universität und Fakultät war natürlich zu Ende; auch ich selbst zog mich von Geschäften, die über meine Lehrtätigkeit hinausgingen, für die Dauer der ganzen Epoche zurück“. „[…] ich konnte meine Lehrtätigkeit fortsetzen, wobei ich allerdings einen Teil meiner Hauptgebiete dauernd ausschalten mußte“. Die Episode scheint Spranger eingeschüchtert zu haben. Am 18. Juni 1933 fragte er mit einem verdeckten Hinweis auf das Konzentrationslager Dachau: „Wer weiß, ob man nicht in einem neuerdings beliebten Erholungsort bei München festgehalten wird!“ Im April 1938 initiierte Spranger, nun Vorsitzender der Ortsgruppe Berlin der Goethe-Gesellschaft, den Ausschluss jüdischer Mitglieder der Ortsgruppe.
Von den 605 Vorträgen, die Spranger lebenslang hielt, entfallen 211 auf die NS-Zeit.
In einem damals unveröffentlichten Vortrag vor dem Stahlhelm (21. Oktober 1933) entwickelte Spranger in fünf Punkten ein Programm konstruktiver Kritik am Nationalsozialismus. Er kritisierte die Missachtung von Religion, Person, Rechtsgedanke, Volksgedanke und Wissenschaft. Zusammenfassend warnte er vor der „Gefahr eines Caesarenkultes“. In ähnlicher Weise grenzte er 1935 in einem Vortrag „Gibt es eine liberale Wissenschaft?“ vor der Mittwochsgesellschaft sein Wissenschaftsverständnis von dem des Nationalsozialismus ab, indem er die Orientierung am „Willen zur Wahrheit“ statt am „Willen zur Macht“ betonte.
Japan
1936 besuchten die Eheleute Spranger Japan, wo Spranger als beinahe erster deutscher Austauschprofessor Vorträge hielt. Spranger hatte dort im Auftrag der deutschen Regierung für ein Jahr die wissenschaftliche Leitung des Japanisch-Deutschen Kulturinstituts übernommen. Nach seiner Rückkehr an die Universität Berlin wurde er 1939 in den heerespsychologischen Reichswehrdienst einberufen, in dessen Zusammenhang er psychologische Prüfungen für Flieger abhielt. Benjamin Ortmeyer bewertet Sprangers Haltung in der Zeit des Nationalsozialismus kritisch:

„Die Zusammenfassung seiner politisch durchgängig reaktionären Positionen vor 1933 im Sammelband ‚Volk, Staat, Erziehung‘ zeigen die theoretischen Schwierigkeiten, ‚deutsche Ideologie‘ von der NS-Ideologie abzugrenzen. […] Sprangers politische Optionen vor und nach 1933 beinhalten eine Zustimmung zum Bündnis der NSDAP mit den Deutschnationalen, von Hitler und Hindenburg, wobei Sprangers Akzentsetzung im Rahmen dieses Bündnisses und im Rahmen der Unterstützung des ‚großen positiven Kerns‘ der nationalsozialistischen Bewegung auf der Linie Hindenburgs lag. Ob mit oder ohne Überzeugung: Spranger unterstützte […] terminologisch den Nationalsozialismus […]“

Mittwochsgesellschaft
Eduard Spranger verteidigte stets die Freiheit der Wissenschaft und wandte sich gegen den Führungsanspruch der Politik: „Die Arbeit an der Wissenschaft kann stärker in den Dienst des Staates und der nationalen Erziehung gestellt werden; aber die Wahrheit kann nicht politisiert werden. Über diese Dinge bestehen noch viele Unklarheiten und Mißverständnisse.“ Aufgrund der negativen Erfahrungen mit der zunehmenden Radikalisierung der nationalsozialistischen Diktatur und als Mitglied der Berliner Mittwochsgesellschaft seit 1934 wandelte sich Spranger „spät, aber mit Einsicht“ zum überzeugten Demokraten. Aus dem Jahr 1941 ist ein Fall dokumentiert, dass Spranger gegen die Deportation von Juden helfend einschreiten wollte. Außerdem war er einer der Gründer und Herausgeber der Zeitschrift Die Erziehung, die von 1925 bis 1943 erschien, und verweigerte gemeinsam mit dem Verlag 1943 die Zusammenlegung mit den Zeitschriften Nationalsozialistisches Bildungswesen und Weltanschauung und Schule. Daraufhin wurde Die Erziehung eingestellt, offiziell aus kriegsnotwendigen Gründen. Nach dem Attentat auf Hitler wurde Spranger 1944 als Mitverdächtiger im Untersuchungsgefängnis Moabit in Berlin inhaftiert. Belastend war sowohl seine Zugehörigkeit zur Mittwochsgesellschaft als auch eine Äußerung Ludwig Becks, Spranger stimme mit ihm in der Beurteilung der gegenwärtigen Regierung überein. Beck hatte Spranger jedoch nicht über den bevorstehenden Umsturzversuch informiert. Auf Intervention des japanischen Botschafters wurde Spranger nach zehn Wochen wieder aus der Haft entlassen. Spranger behauptete, „daß der Rechtsrat der Universität [Berlin] beauftragt sein soll, zu verbreiten, daß auf mir nicht der Schatten eines Verdachtes geblieben sei“, und er drohte mit einer Beschwerde gegen eine angebliche Anordnung, dass er in seiner publizistischen Möglichkeiten eingeschränkt werden solle.

### Nachkriegsjahre
Nach dem Zweiten Weltkrieg leitete Spranger 1945 als erster Nachkriegsrektor für kurze Zeit kommissarisch die Humboldt-Universität zu Berlin. Diese Aufgabe war ihm Ende Mai 1945 angetragen worden durch den letzten Prorektor der Berliner Universität Grapow und durch den neuen Stadtrat für Volksbildung beim Magistrat für Groß-Berlin, Otto Winzer. Schon am 20. Mai 1945 kam es zu einem ersten Treffen von vierzehn Professoren und Dozenten. Spranger ging mit ihnen die zentralen Aufgaben an: Ersatz für die zerstörten Räumlichkeiten der Universität zu finden, ein Budget aufzustellen, einen provisorischen Lehrplan. Außerdem Fragebögen für Lehrkräfte und Studenten, um diejenigen zu finden, die sich zumindest nicht aktiv an nationalsozialistischen Organisationen beteiligt hatten, wie es die Alliierten in ihren Entnazifizierungsbestimmungen forderten. Spranger ging dabei von der Annahme aus, die im sowjetisch besetzten Teil Berlins gelegene Universität stehe selbstverständlich unter Viermächteverwaltung. Dies wurde jedoch von der russischen Seite spätestens ab September 1945 in Frage gestellt, die alleinige Kontrolle über die Universität wünschte. Am 20. Juli 1945 wurde er von der Militärbehörde der Vereinigten Staaten zuerst unter Hausarrest gestellt und dann für eine Woche inhaftiert und durch einen amerikanischen Professor verhört: „Ich wurde sieben Tage in einem Stacheldraht-Compound in Wannsee festgehalten. Dort lernte ich den letzten Rektor der Universität, den berühmten Orthopäden Kreuz, kennen, und es war auch sonst eine ganz vergnügte Zeit.“ Der Grund für die Verhaftung waren möglicherweise die wegen Sprangers Organisationstätigkeit häufig vor seinem Haus parkenden Autos mit sowjetischen Kennzeichen, welche die Militärbehörden misstrauisch machten. Auch schien seine Funktion als kommissarischer Rektor den Amerikanern nicht bekannt gewesen zu sein. Die Amerikaner beschlagnahmten sein Haus in Berlin-Dahlem für eigene Zwecke, er und seine Frau durften jedoch weiterhin ein Zimmer im Keller des Hauses bewohnen. Spranger gelang es einerseits nicht, ein produktives Verhältnis zu den westlichen Besatzungsbehörden aufzubauen, denen er später sogar Gleichgültigkeit vorwarf, andererseits geriet er wegen seiner Versuche, für die Universität Gebäude im Westteil Berlins zu finden, sowie in der Frage der Vorlage genauer Lehrpläne an die Verwaltung, in Konflikt mit der russischen Seite. Dazu schrieb er später: „Es gab gar keinen anderen Weg, etwas von dem wohlbegründeten, echten Wesen der deutschen Universität zu erhalten, als die Bemühung, sie unter Viermächtekontrolle zu bringen.“ „Dafür fand ich damals weder bei den amerikanischen noch bei den englischen Besatzungsstellen Verständnis und Unterstützung.“
Im Oktober 1945 wurde Spranger als Rektor seines Amtes enthoben, blieb aber bis 1946 als Professor an der Berliner Universität. Er erhielt Rufe an die Universitäten Göttingen, Hamburg, Köln, München und Tübingen und an die Pädagogische Hochschule Mainz. Den Ruf an die Universität Hamburg konnte er nicht annehmen, da ihm eine Übersiedlung nicht gestattet wurde. Schließlich nahm er den von Theodor Heuss unterstützten Ruf an die Universität Tübingen an, an der er 1946 zum Ordentlichen Professor für Philosophie ernannt wurde. 1950 wurde Spranger offiziell emeritiert, hielt jedoch noch bis 1958 Vorlesungen und Seminare. 1951 durfte Spranger die Festrede zum zweiten Jahrestag der Bundesrepublik Deutschland im Haus des Deutschen Bundestages halten:

„Kein Mensch darf sich eines ehrlichen Umlernens schämen. Alles in der Welt hat sich verwandelt. Wir allein sollten keiner Verwandlung bedürfen? –. Stirb und werde! Wenn ich auf mein Leben zurückblicke, so habe ich vieles, was meinem Herzen nahe lag, in nicht leichten Selbstüberwindungen abtun müssen. Das Liebste wird vom Herzen weggescholten'.“

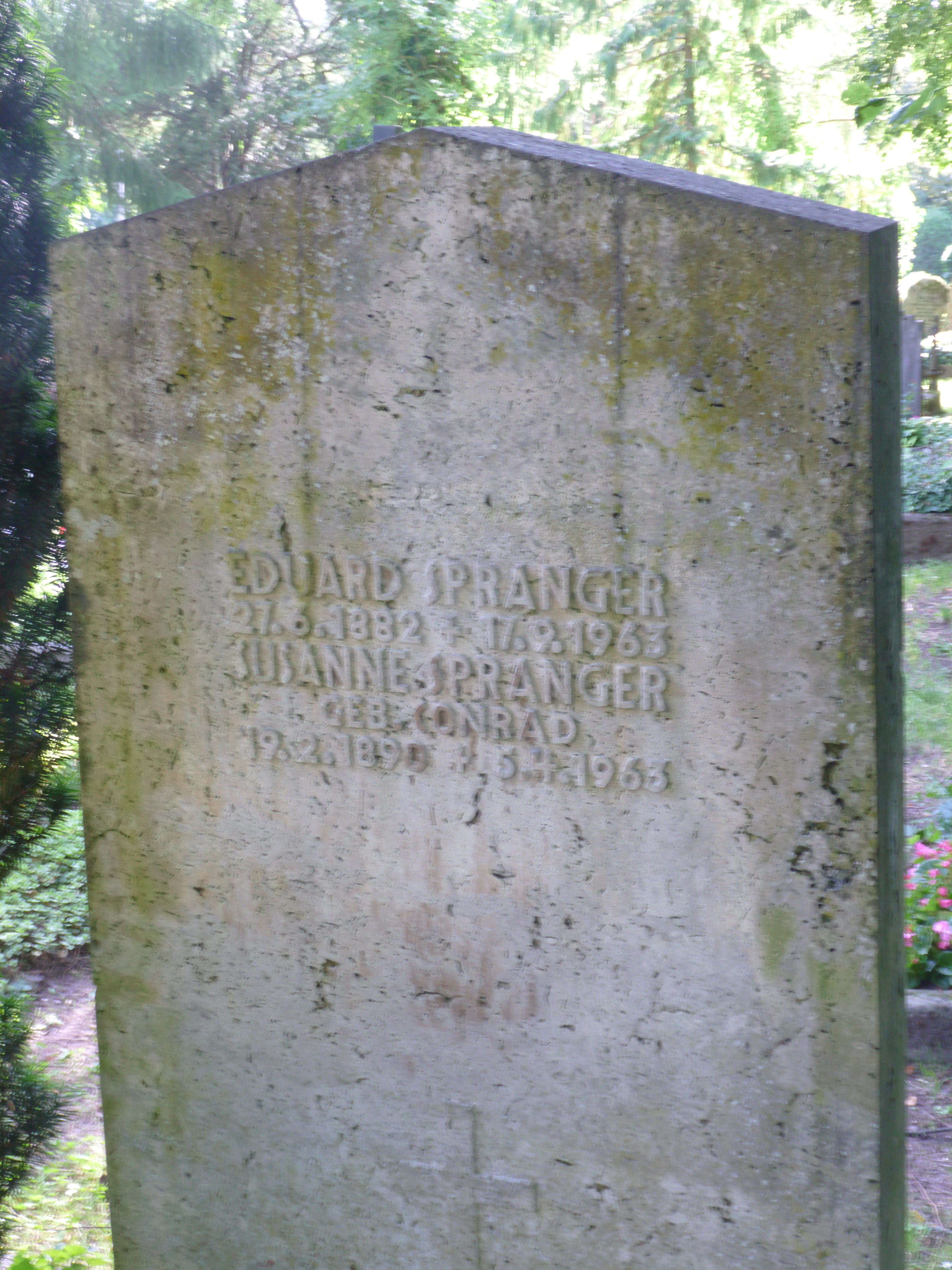
Grabstein auf dem Stadtfriedhof Tübingen

Im Jahr 1960 starb die lebenslange Freundin Käthe Hadlich und 1963 seine Ehefrau Susanne. Etwa fünf Monate später starb auch Eduard Spranger am 17. September 1963 im Alter von 81 Jahren. Er wurde auf dem Tübinger Stadtfriedhof neben seiner Frau beigesetzt. Ein Jahr nach seinem Tod erschien ein Sammelband, in dem bekannte Persönlichkeiten wie Otto Friedrich Bollnow, Andreas Flitner, Kurt Georg Kiesinger und Theodor Heuss Sprangers Leben und Werk würdigten.

## Psychologie und Philosophie der Pädagogik

### Das Ziel der Bildung
Spranger stand in der Tradition der Hermeneutik seines Lehrers Wilhelm Dilthey und nahm sich die Denkformen Pestalozzis und Goethes zum Vorbild. Bildung war für Spranger die durch Kultureinflüsse erworbene, einheitliche und gegliederte, entwicklungsfähige Wesensform des Individuums, die es zu objektiv wertvoller Kulturleistung befähigt und für die Kulturwerte erlebnisfähig und einsichtig macht. Das unverzichtbare Ziel der Bildung erkannte er in der inneren Formung des Menschen, in dem sich die Vielseitigkeit des Interesses und die Charakterstärke der Sittlichkeit verbinden und der so zu einer durchgängigen Übereinstimmung mit sich selbst finden sollte. Die menschliche Individualität müsse „emporgeläutert“ werden „von einer naturgeborenen Anlage zu einer kunstvollen geistigen Konstitution“, die sich weder in bloßen Kenntnissen noch in bloßer Tüchtigkeit zu gewissen Arbeiten oder in einer bloßen Wärme des Gefühls erschöpfen dürfe. Das Bildungsideal ist „[…] die anschauliche Phantasievorstellung von einem Menschen, in dem die allgemein menschlichen Merkmale so verwirklicht sind, daß nicht nur das Normale, sondern auch das teleologisch Wertvolle desselben in der höchsten denkbaren Form ausgeprägt ist.“
Die Wahrheit vordergründigen Wissens sei zu unterscheiden von der „Mittelpunkt-Wahrheit“ der nächsten Verhältnisse, nach der sich derjenige Kreis des Wissens bestimmt, durch den der Mensch in seiner Lage gesegnet wird. Nicht bloß abstrakte Wissenszusammenhänge, sondern erst der Bezug zur Individuallage, zu den nahen und ferneren Realverbindungen bewirke, dass Wissen bildet. Das Prinzip der Bildung in den organisch-konzentrischen Lebenskreisen war für Spranger gleichbedeutend mit dem Heimatprinzip. So entstehe die individuelle Welt als ein konzentrisches System von Lebenskreisen: Familie, Beruf, Nation und Staat. Im Zentrum stehe Gott als Liebe. Religion war für Spranger das höchste Werterlebnis. Sein Inhalt sei die Werttotalität, nämlich Gott. Der Mensch verdanke ihm das, was weder Wissenschaft noch Philosophie bieten könne: den Totalsinn der Welt.

### Humanistische Position

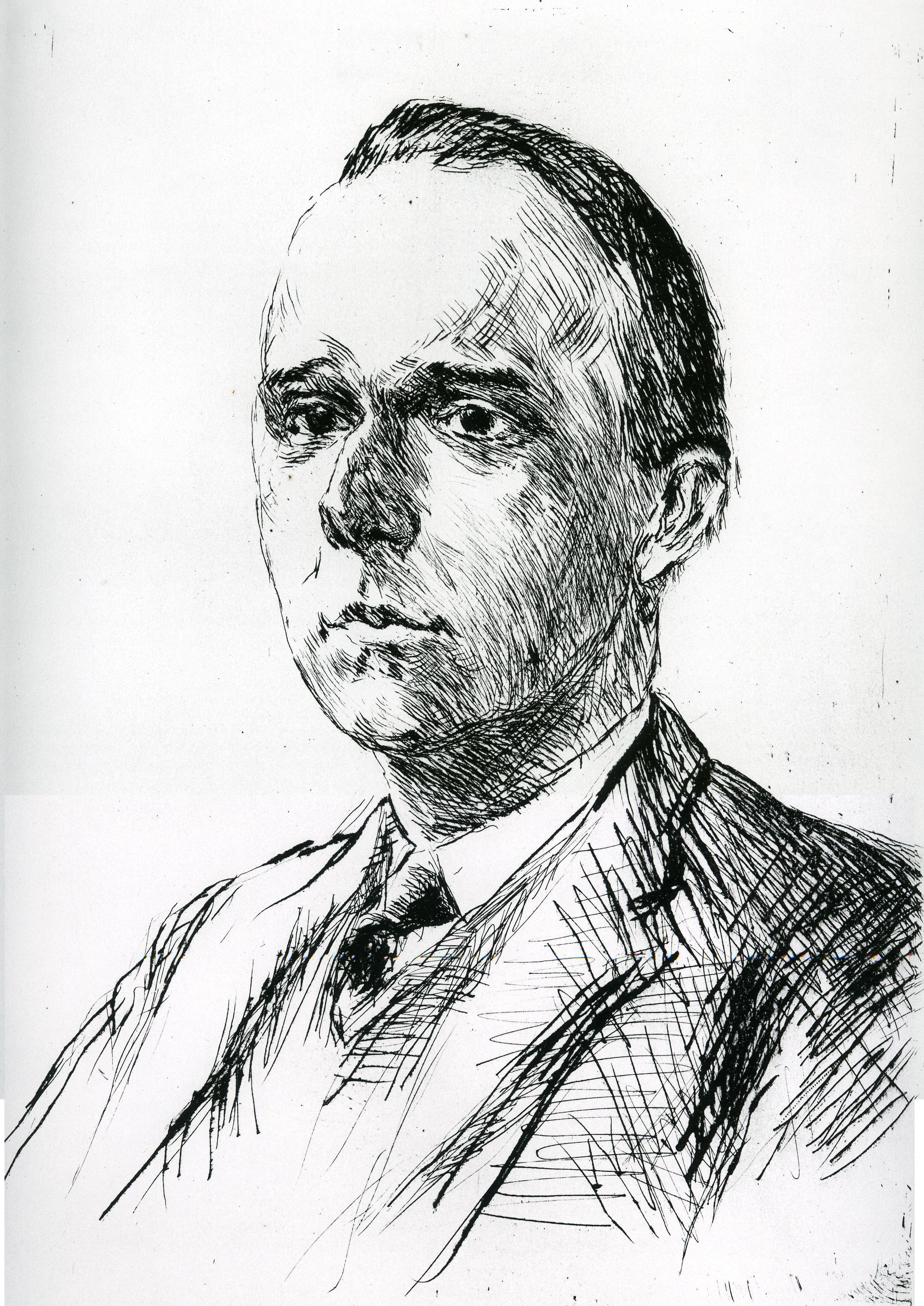
Werner Jaeger, Lithographie von Max Liebermann (1915)

Den 1921 gehaltenen Vortrag Der gegenwärtige Stand der Geisteswissenschaften und die Schule widmete Spranger seinem Freund Werner Jaeger. Beide setzten sich gemeinsam für die alten Sprachen und eine Philosophie der Bildung ein. Jaeger besuchte Spranger noch nach dem Krieg in Tübingen und führte einen Briefwechsel mit ihm. Spranger prägte den Begriff Dritter Humanismus. Die Philologie führe den Menschen in jene Tiefen seines Inneren hinab, wo sein begrenztes Dasein in einem Gesamtsinn Erlösung finde. Humanismus sei nach Spranger „die geschichtlich vertiefte Forschung an dem Problem, was der Mensch im Totalgefüge seiner Kräfte ist, die Frage nach seinen Möglichkeiten, seinen Wirklichkeiten und seinen je erreichten Gipfeln.“ Das Vergangene sei in der Geistesgeschichte so darzustellen, dass es nachvollzogen werden könne und für die Gegenwart sinnstiftend wirke. Geist sei als die Totalität der menschlichen Gemeinschaft und ihrer Bestimmungen zu verstehen. Geistige Erscheinungen ergäben sich aus den Verflechtungen des subjektiven Geistes mit dem objektiven Geist.

### Lebensformen
Sprangers Kulturpädagogik verbindet die allgemeine mit der praktisch-beruflichen Bildung und ist durch die Kategorie der geistigen Erweckung bestimmt. Das bedeutendste Werk Eduard Sprangers erschien 1914/21 mit dem Titel Lebensformen. Es war nicht nur für die Psychologie bedeutend, sondern auch für die Geisteswissenschaften und die Kulturphilosophie. Neben dem Psychischen und dem Physischen als den bekannten Seinsbereichen gibt es nach Spranger noch eine ursprünglichere, andere ontische Realität. Ihre eigentümlichen Funktionsgesetze seien das Geistige oder das Geistesleben. Deshalb dürfe sich die Psychologie nicht mit den sinnfreien und neutralen seelischen Funktionen begnügen, zu denen das Fühlen, Begehren und Erinnern gehören. Vielmehr solle sie sich der Analyse der sinnvollen Strukturen des Seelenlebens widmen. Die Seele müsse betrachtet werden als eingebettet in die großen Strukturen des Geisteslebens. Diese unterlägen eigenen Gesetzmäßigkeiten und reichten über das nur naturhaft Bedingte hinaus. Sie seien nicht nur seelischer Art. Eine besondere Beachtung verdiene der Bereich, wo sich die objektive Kulturwelt und das Subjekt begegnen und durchdringen. Dabei seien die Strukturgesetze der Kultur herauszuarbeiten. Den in den Gebilden und Sachgebieten der Kultur fixierten Geist bezeichnete Spranger als objektivierten Geist. Den überindividuellen Gruppengeist, der sich in den Organisationsformen der Gesellschaft manifestiere, bezeichnete er als objektiven Geist. Als normativen Geist benannte er die normativen, überindividuellen Ordnungen von Recht und Moral. Das Denken und Handeln des einzelnen Menschen sei nur aus diesem Gesamtzusammenhang heraus zu verstehen. Als bloße Hilfsmittel der Erkenntnis, nicht aber als wahre Abbilder der Wirklichkeit konstruierte Spranger die so genannten Idealtypen der Individualität. Dazu zählen der religiöse, der ästhetische, der soziale, der politische, der theoretische und der ökonomische Mensch.

### Psychologie des Jugendalters
In seinem 1924 erschienenen Werk Psychologie des Jugendalters erklärte Spranger, wie der junge Mensch an dem Sinngehalt der verschiedenen Kulturgebiete Anteil gewinnt. Nur das habe Sinn, was als konstituierendes Glied in ein Wertganzes eingeordnet ist:

„Sinnvoll ist demgemäß eine Ordnung oder ein Zusammenhang von Gliedern, die ein Wertganzes bilden, auf ein Wertganzes bezogen sind oder ein Wertganzes bewirken helfen. Die Teile, die an einem Ganzen zu unterscheiden sind, haben nur dann Sinn, wenn 1. dieses Ganze unter einen Wertgesichtspunkt gerückt werden kann, 2. die Verbindung der Teile zum Ganzen eben durch diesen Wertgesichtspunkt bestimmt ist, wenn sie also den Wert mit ermöglichen und als wesentliche, geordnete, nicht beliebig auswechselbare Teile angesehen werden. […] Ob aber das Leben als Ganzes (z. B. ein menschliches Einzelleben) Sinn hat, hängt davon ab, ob dieses Menschenleben irgendeinem größeren Wertzusammenhang als Glied eingeordnet gedacht werden kann.“

Die Seele des Menschen wachse allmählich in den objektiven und normativen Geist der jeweiligen Zeit hinein. Bei ihrer Betrachtung vertrat Spranger ebenfalls einen ganzheitlichen Ansatz:

„[Man muss] die sogenannte Seele selbst ansehen als ein Lebensgebilde, das auf Wertverwirklichung angelegt ist. Ein solches Gebilde im weitesten Sinne nennen wir eine Struktur. Gegliederten Bau oder Struktur hat ein Gebilde der Wirklichkeit, wenn es ein Ganzes ist, in dem jeder Teil und jede Teilfunktion eine für das Ganze bedeutsame Leistung vollzieht, und zwar so, daß Bau und Leistung jedes Teiles wieder vom Ganzen her bedingt und folglich nur vom Ganzen her verständlich sind. […] Wie in dem physischen Organismus jedes Organ durch die Form des Ganzen bedingt ist und das Ganze nur durch das Zusammenwirken aller Teilleistungen lebt, so ist auch das Seelische ein teleologischer Zusammenhang, in dem jede einzelne Seite allein vom Ganzen her verständlich wird und die Einheit des Ganzen auf den gegliederten Teilleistungen und Einzelfunktionen beruht.“

Gerade die junge Sportlehrerausbildung fand in Sprangers Psychologie des Jugendalters einen besonderen Halt, da er der körperlichen Erziehung einen besonderen Stellenwert einräumte, diese jedoch in die Nähe der Ausbildung zum Offizier rückte. So entspann sich auch nach dem Weltkrieg eine rege Korrespondenz mit Carl Diem, der für die junge Deutsche Sporthochschule Köln einen passenden philosophischen Unterbau suchte.
Dieses Werk diente – gemeinsam mit den Lebensformen – vielen Generationen von Lehrern, Eltern und jungen Menschen als Orientierung zur Bildung und begründete Sprangers Ruf eines humanistischen Interpreten der geistigen Welt.

### Liebe und Lebendigkeit
Nach Spranger verläuft Erziehung immer in einem gegenseitigen psychologischen Interpretieren und Verstehen. Der Einzelne wird bei Spranger „zum Gegenstand der Liebe als ein Gefäß der Werte.“ In einem Verhältnis der Liebe solle sich ein gegenseitiges Verstehen entwickeln. Auf dieser Grundlage könne dann die Liebe zur inneren Erzeugung der Kulturgüter geweckt und der Mensch „bildsam“ werden:

„[…] es muß im Erzieher der betreffende Akt lebendig sein, den er erzeugen will, und er muß ihn endlich zu so isolierter Darstellung bringen, daß er in der Nachbildung rein herauskommt und in seiner spezifischen Bedeutung lustvoll empfunden wird. Dies nennen wir Wertvollmachen, das heißt Hinlenkung des Gefühls auf geistige Grundakte, an denen das Ich sich seiner Kraft und seines aufbauenden Schaffens bewußt wird.“

### Berufsbildung und Allgemeinbildung
Spranger zählt zu den Klassikern der Berufspädagogik und hat bedeutende Beiträge zu ihrer Theorie geleistet. Insbesondere setzte er sich als Vertreter der Position Wilhelm von Humboldts mit der Frage nach dem Verhältnis von Allgemein- und Berufsbildung auseinander. An die Stelle der Idee einer einheitlichen allgemeinen Ausbildung trat bei Spranger das Konzept eines nach Berufswegen differenzierten Schulaufbaus. In diesen Bereich fällt seine „Drei-Stufen-Theorie“, nach der ein Mensch zunächst grundlegende Bildung im sogenannten allgemeinbildenden Schulwesen erwerbe. Diese spezialisiere er dann auf der zweiten Stufe in Bezug auf eigene Interessen und Begabungen. Hierbei könne bereits von Berufsbildung gesprochen werden. Auf der dritten Stufe strebe der Mensch dann von dem gesetzten oder gefundenen Bildungszentrum aus wieder in die Weite:

„Er folgt jetzt den Strahlen, die von seinem Zentralgebiet ausgehen, und bemächtigt sich auf diesen Linien des ganzen Lebens, soweit davon beim Menschen die Rede sein kann. So gelangt er allmählich zu einer Art der Allgemeinbildung, die mehr enthält als die Schulung der Grundkräfte und die intellektuellen Umrisse eines Weltbildes. Sie erstreckt sich mehr und mehr auf den Inhalt der Kulturgüter und erfüllt so das Subjekt mit einem Kulturgehalt, der der Zeitlage entspricht und die Teilnahme am Kulturleben gemäß der individuellen Bildungskapazität ermöglicht.“

Die jeweilige Phase könne beginnen, bevor die vorausgehende abgeschlossen sei.

## Mitgliedschaften und Ehrungen

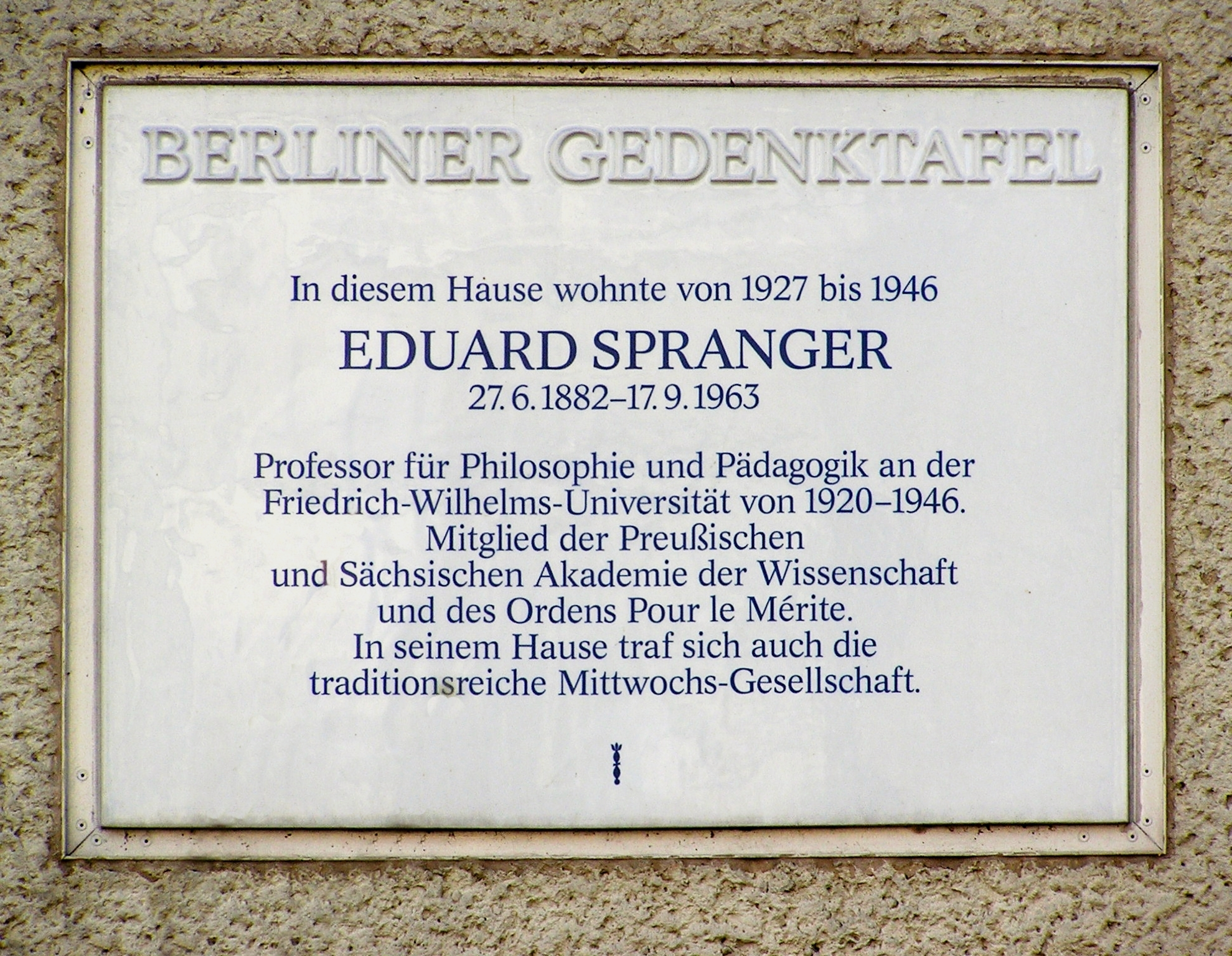
Gedenktafel am Haus Fabeckstraße 13, Berlin-Zehlendorf

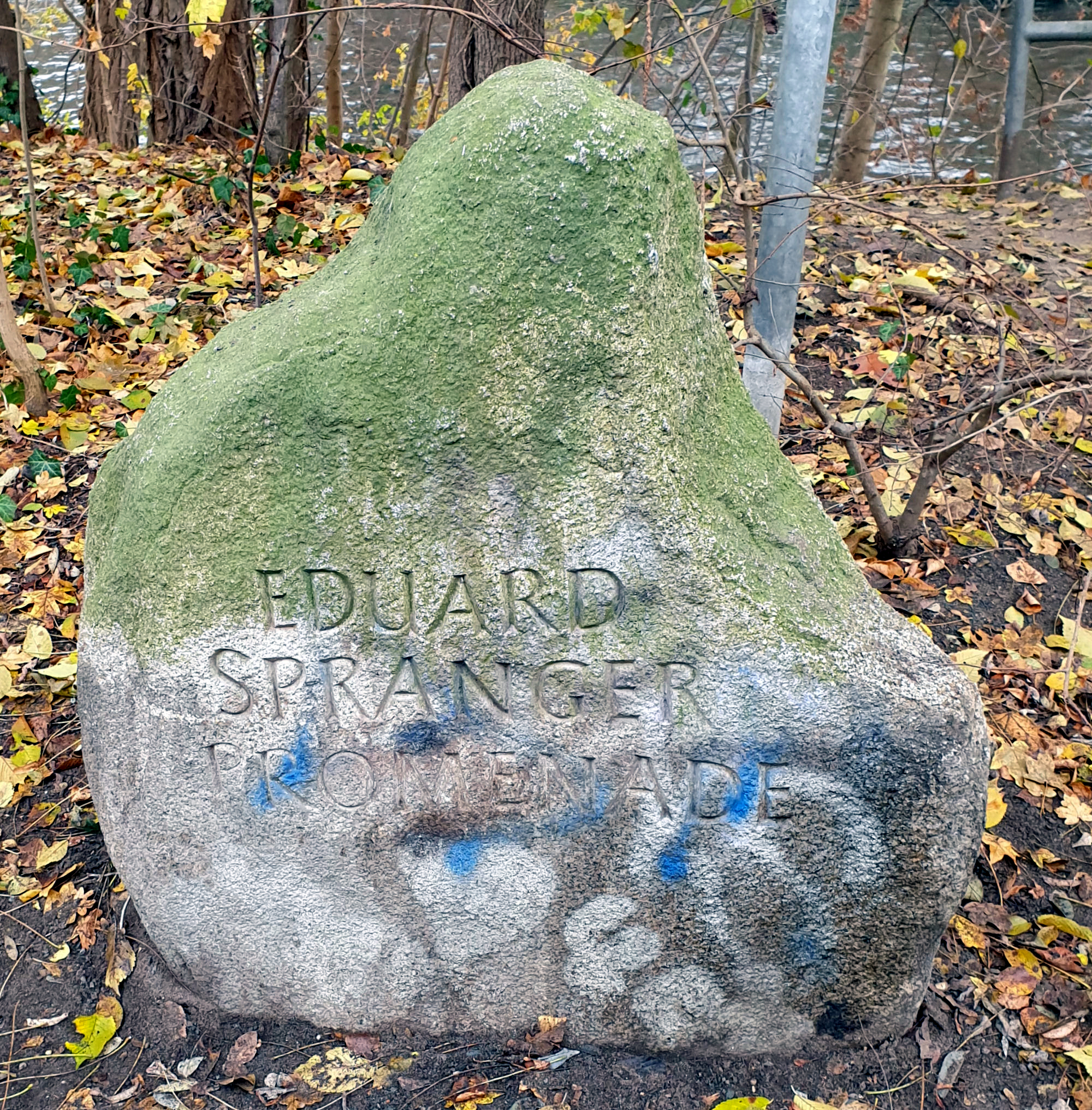
Gedenkstein, Eduard-Spranger-Promenade, in Berlin-Lichterfelde

### Mitgliedschaften
Spranger war von 1934 bis 1944 Mitglied der Berliner Mittwochsgesellschaft, er war Mitglied der Goethe-Gesellschaft Weimar, seit 1941 Mitglied von Meineckes Dahlemer Gesellschaft, Mitglied der Deutschen Forschungsgemeinschaft, von 1951 bis 1954 auch deren Vizepräsident, und der Deutschen Gesellschaft für Psychologie. Er war Mitglied der Preußischen Akademie der Wissenschaften und deren Nachfolgerin, der Deutschen Akademie der Wissenschaften zu Berlin, Ehrenmitglied der Deutschen Akademie für Sprache und Dichtung, Darmstadt, Korrespondierendes Mitglied der Sächsischen Akademie der Wissenschaften zu Leipzig, der Heidelberger Akademie der Wissenschaften und der Österreichischen Akademie der Wissenschaften, Wien. 1962 wurde er Ehrenmitglied des Vereins für vaterländische Naturkunde in Württemberg. Von 1959 bis 1963 war er Mitglied des Beirats der Friedrich-Naumann-Stiftung.

### Auszeichnungen
Im Laufe seines Lebens erhielt Spranger eine große Anzahl hoher ziviler Verdienstorden und Auszeichnungen, darunter den Kaiserlichen Japanischen Orden des Heiligen Schatzes 2. Klasse, den Griechischen Erlöser-Orden und das Große Bundesverdienstkreuz mit Stern und Schulterband. Er wurde 1952 zum Ritter des Ordens Pour le Mérite (Friedensklasse) geschlagen – eine der höchsten Ehrungen, die einem Wissenschaftler oder Künstler zuteilwerden kann. Er erhielt die Verfassungsmedaille in Gold des Landes Baden-Württemberg, überreicht durch Kurt Georg Kiesinger, die Goldene Medaille der Stadt Tübingen und die Goldene Medaille der Goethe-Gesellschaft, überreicht durch Max Planck.

### Ehrendoktorate
Spranger wurden die Ehrendoktorwürden der Universitäten Athen, FU Berlin (1952), Budapest, Köln, Padua, Tokio und der Hochschule Mannheim verliehen.

### Benennungen und Umbenennungen
In Berlin ist seit 1964 ein Uferweg am Teltowkanal, die Eduard-Spranger-Promenade im Steglitzer Ortsteil Lichterfelde, nach ihm benannt. Die von der Gruppe Die Linke beantragte Umbenennung des Weges wurde im Juni 2025 von den Fraktionen der CDU, FDP und AfD in der BVV Steglitz-Zehlendorf abgelehnt. Des Weiteren gibt es Eduard-Spranger-Straßen beispielsweise in Korb, Tübingen, Ludwigsburg, Reutlingen (alle in Baden-Württemberg), München und Landau in der Pfalz.
Im Westdeutschland der Nachkriegszeit genoss er einen so guten Ruf, dass acht Schulen in der alten Bundesrepublik nach Eduard Spranger benannt wurden.
Ab etwa 2010 wurden diese Ehrungen wegen der Rolle Eduard Sprangers in der Zeit des Nationalsozialismus zunehmend kritisch hinterfragt. So gehört Spranger für Benjamin Ortmeyer von der Forschungsstelle NS-Pädagogik an der Frankfurter Goethe-Universität zu den pädagogischen „Grauzonen-Kollaborateuren“ und dürfe auf keinen Fall durch Schulnamen geehrt werden. Als konservativer Nationalist, der große Teile der nationalsozialistischen Ideologie begrüßte und durch antisemitische Überzeugungen auffiel, war er nach Einschätzung vieler Kritiker der Namensverwendung daran beteiligt, die Nazis in bürgerlichen Kreisen hoffähig zu machen. In Frankfurt am Main führte diese Debatte im Sommer 2017 zu einer ersten Konsequenz, als die ehemalige Eduard-Spranger-Schule in Frankfurt-Sossenheim beschloss, sich zum Schuljahrsbeginn 2018 in Edith-Stein-Schule umzubenennen. In Mannheim nahm eine bis dahin nach Spranger benannte Förderschule im Norden der Stadt den neuen Namen Gretje-Ahlrichs-Schule an. In Filderstadt beschloss der Gemeinderat im April 2019 einstimmig, dem Vorschlag der Schulgemeinschaft zu folgen, die Schule nach Elisabeth Selbert umzubenennen. Damit ehrte man eine der Mütter des Grundgesetzes. In Gelsenkirchen änderte das bisherige Eduard-Spranger-Berufskolleg, ein Wirtschaftsgymnasium in Gelsenkirchen-Buer, seinen Namen mit Wirkung zum Beginn des Schuljahres 2019/20 in Berufskolleg am Goldberg. Aus ähnlichen Gründen wurde seit 2017 auch die Umbenennung des Eduard-Spranger-Gymnasiums in Landau in der Pfalz diskutiert, stieß dort aber unter den Schülern auf Desinteresse und wurde im Mai 2018 von Eltern-,Schul- und Lehrervertretern mehrheitlich abgelehnt. In Oberderdingen wurde am 14. Mai 2020 die Eduard-Spranger-Schule Oberderdingen in Paula-Fürst-Schule Oberderdingen umbenannt.

## Schriften (Auswahl)
- Die Grundlagen der Geschichtswissenschaft. Eine erkenntnistheoretisch-psychologische Untersuchung. Reuther & Reichard, Berlin 1905.
- Wilhelm von Humboldt und die Humanitätsidee. Reuther & Reichard, Berlin 1909.
- Lebensformen. Ein Entwurf. In: Festschrift fuer Alois Riehl. Von Freunden und Schülern zu seinem 70. Geburtstage dargebracht. Niemeyer, Halle (Saale) 1914, S. 416–522 (Auch Sonderabdruck. Später: Lebensformen. Geisteswissenschaftliche Psychologie und Ethik der Persönlichkeit. 2., völlig neu bearbeitete und erweiterte Auflage. Niemeyer, Halle (Saale) 1921).
- Die Idee einer Hochschule für Frauen und die Frauenbewegung. Dürr, Leipzig 1916.
- Kultur und Erziehung. Gesammelte pädagogische Aufsätze. Quelle & Meyer, Leipzig 1919.
- Psychologie des Jugendalters. Quelle & Meyer, Leipzig 1924.
- Über Gefährdung und Erneuerung der deutschen Universität. In: Die Erziehung, 1929/1930, Band 5, S. 513–526. (Auch Sonderabdruck)
- mit Michael Doeberl, Otto Scheel, Wilhelm Schlink, Hans Sperl, Hans Bitter und Paul Frank (Hrsg.): Das Akademische Deutschland. 4 Bände, 1 Registerband von Alfred Bienengräber. C. A. Weller Verlag, Berlin 1931.
- Volk, Staat, Erziehung. Gesammelte Reden und Aufsätze. Quelle & Meyer, Leipzig 1932.
- Goethes Weltanschauung. Insel-Verlag, Leipzig 1933 (= Insel-Bücherei, Band 446).
- Aus Friedrich Fröbels Gedankenwelt (= Abhandlungen der Preußischen Akademie der Wissenschaften. Philosophisch-Historische Klasse. Jg. 1939, Nr. 7, ZDB-ID 210015-0). de Gruyter u. a., Berlin 1939.
- Schillers Geistesart. Gespiegelt in seinen philosophischen Schriften und Gedichten (= Abhandlungen der Preußischen Akademie der Wissenschaften. Philosophisch-Historische Klasse. Jg. 1941, Nr. 13). de Gruyter u. a., Berlin 1941.
- Der Philosoph von Sanssouci (= Abhandlungen der Preussischen Akademie der Wissenschaften. Philosophisch-Historische Klasse. Jg. 1942, Nr. 5). Verlag der Akademie der Wissenschaften, Berlin 1942 (2., erweiterte Auflage. Quelle & Meyer, Heidelberg 1962).
- Goethes Weltanschauung. Reden und Aufsätze. Insel-Verlag, Leipzig 1943.
- Die Magie der Seele. Religionsphilosophische Vorspiele. Evangelische Verlags Anstalt, Berlin 1947.
- Pestalozzis Denkformen. Hirzel, Stuttgart 1947.
- Zur Geschichte der deutschen Volksschule. Quelle & Meyer, Heidelberg 1949.
- Pädagogische Perspektiven. Beiträge zu Erziehungsfragen der Gegenwart. Quelle & Meyer, Heidelberg 1951.
- Geleitwort. In: Günther Just †: Vier Vorträge. Berlin / Göttingen / Heidelberg 1951, S. 5–7.
- Kulturfragen der Gegenwart. Quelle & Meyer, Heidelberg 1953.
- Gedanken zur Daseinsgestaltung. Aus Vorträge, Abhandlungen und Schriften. Ausgewählt von Hans Walter Bähr. Piper, München 1954.
- Mein Konflikt mit der Hitler-Regierung 1933. Als Manuskript gedruckt im März 1955. Laupp, Tübingen 1955 (geschrieben bereits 1945).
- Der geborene Erzieher. Quelle & Meyer, Heidelberg 1958.
- Das Gesetz der ungewollten Nebenwirkungen in der Erziehung. Quelle & Meyer, Heidelberg 1962.
- Menschenleben und Menschheitsfragen. Gesammelte Rundfunkreden. Piper, München 1963 (= Das Heidelberger Studio, Band 30, ZDB-ID 382678-8).
- Gottfried Bräuer, Andreas Flitner (Hrsg.): Eduard Spranger: Geist der Erziehung. Quelle & Meyer, Heidelberg 1969 (eingeschränkte Vorschau in der Google-Buchsuche – Sammlung von Texten zur Pädagogik).